# Borex
Borex est une commune suisse du canton de Vaud, située dans le district de Nyon.

## Géographie
La commune est située au pied des premières pentes du Jura, près de la frontière française, à 4,6 km à l'ouest de Nyon et 4,5 km au nord-ouest de Céligny.
Le territoire de Borex s'étend sur 1,98 km2. Lors du relevé de 2013-2018, les surfaces d'habitations et d'infrastructures représentaient 22,1 % de sa superficie, les surfaces agricoles 74,9 %, les surfaces boisées 1,5 % et les surfaces improductives 0,0 %.

## Histoire
Pendant le Moyen Âge, Borex dépend de la seigneurie de Crassier, puis fait partie du bailliage de Nyon jusqu'en 1798, période pendant laquelle la commune est gérée par l'assemblée des communiers. 
En 1642, Berne inféode une partie du village à Jean-Jacques Quisard, seigneur de Crans. Celle-ci passe aux de Portes en 1738.

## Population et société

### Gentilé et surnoms
Les habitants de la commune se nomment les Boréliens, les Borésiens ou les Boraillons.
Ils sont surnommés les Casseroles ou les Pêcheurs-de-Lune (un habitant éméché aurait tenté de repêcher dans un étang la lune qui se cachait derrière un nuage).

### Démographie

#### Évolution de la population
Borex compte 1 139 habitants au 31 décembre 2022 pour une densité de population de 575 hab/km2. Sur la période 2010-2019, sa population a augmenté de 31,6 % (canton : 12,9 % ; Suisse : 9,4 %).  

##### Pyramide des âges
En 2020, le taux de personnes de moins de 30 ans s'élève à 34,9 %, similaire à la valeur cantonale (35 %). Le taux de personnes de plus de 60 ans est quant à lui de 20,7 %, alors qu'il est de 21,9 % au niveau cantonal.
La même année, la commune compte 568 hommes pour 585 femmes, soit un taux de 49,3 % d'hommes, supérieur à celui du canton (49,1 %).
| Hommes | Classe d’âge | Femmes |
| ------ | ------------ | ------ |
| 0,7    | 90 ans ou +  | 0,9    |
| 6,7    | 75 à 89 ans  | 5,6    |
| 13,0   | 60 à 74 ans  | 14,5   |
| 24,6   | 45 à 59 ans  | 24,4   |
| 20,2   | 30 à 44 ans  | 19,5   |
| 14,4   | 15 à 29 ans  | 16,6   |
| 20,2   | - de 14 ans  | 18,5   |

| Hommes | Classe d’âge | Femmes |
| ------ | ------------ | ------ |
| 0,5    | 90 ans ou +  | 1,4    |
| 6,1    | 75 à 89 ans  | 8,2    |
| 13,3   | 60 à 74 ans  | 14,3   |
| 21,5   | 45 à 59 ans  | 21,2   |
| 22,0   | 30 à 44 ans  | 21,4   |
| 19,6   | 15 à 29 ans  | 18,0   |
| 16,9   | - de 14 ans  | 15,5   |